# Rivenesfjorden
Rivenesfjorden, lokalt af og til kaldt Oksefjorden, er en fjord i Søgne kommune i Agder fylke i Norge. Den ligger mellem Torvefjorden i øst og Trysfjorden i vest. Den har indløb nord for Songvårfjorden, mellem en række holme som ligger mellem disse fjorde. Fjorden ligger vest for øerne Borøya og Okse og går videre mod nord på vestsiden af Rivenes, sydvest for selve Søgne. Fjorden er omkring 3,5 kilometer lang.